# Oxytropis megalorrhyncha
Oxytropis megalorrhyncha är en ärtväxtart som beskrevs av Sergej Arsenjevitj Nevskij. Oxytropis megalorrhyncha ingår i släktet klovedlar, och familjen ärtväxter. Inga underarter finns listade i Catalogue of Life.